# Bryan Birch
Bryan John Birch, FRS (Burton-upon-Trent, 25 september 1931) is een Brits wiskundige. Zijn naam maakt deel uit van het vermoeden van Birch en Swinnerton-Dyer. 
Als promovendus aan de Universiteit van Cambridge was hij officieel werkzaam onder J. W. S. Cassels. Meer beïnvloed door Harold Davenport bewees hij de stelling van Birch, een van de definitieve resultaten die uit de Hardy-Littlewood-cirkelmethode is gekomen; het laat zien dat oneven-graad rationale vormen in een groot genoege verzameling van variabelen moeten nullen hebben. 
Daarna werkte hij nauw samen met Peter Swinnerton-Dyer op het gebied van  berekeningen gerelateerd aan de Hasse-Weil-L-functies van elliptische krommen. Het door hen beide vervolgens geformuleerde vermoeden van Birch en Swinnerton-Dyer, dat de rang van een elliptische kromme gerelateerd was met de orde van nul van een L-functie was van grote invloed op de ontwikkeling van de getaltheorie in de jaren vanaf het midden van de jaren 1960 en daarna. In 2009 zijn nog slechts gedeeltelijke resultaten van het vermoeden van Birch en Swinnerton-Dyer verkregen.
In later werk heeft hij bijgedragen aan de algebraïsche K-theorie (het vermoeden van Birch-Tate). Hij formuleerde daarna ideeën over de rol van Heegner-punten (hij was een van degenen die Kurt Heegner oorspronkelijke, over het klassegetal een probleem, dat aanvankelijk niet werd geaccepteerd, opnieuw bekeken). Birch stelde de context samen, waarbinnen de stelling van Gross-Zagier werd bewezen; deze correspondentie is nu gepubliceerd. 
In 1972 werd hij verkozen tot Fellow van de Royal Society; in 1993 kreeg hij de Senior Whitehead Prijs en in 2007 de De Morgan Medaille. beide van de London Mathematical Society.